# 全米セットデコレーター協会賞 ファンタジー・SF映画装飾/デザイン賞
全米セットデコレーター協会賞 ファンタジー・SF映画装飾/デザイン賞（ぜんべいセットデコレーターきょうかいしょう ファンタジー・エスエフえいがそうしょく/デザインしょう、Set Decorators Society of America Award for Best Achievement in Decor/Design of a Fantasy or Science Fiction Feature Film）は、全米セットデコレーター協会賞の賞の一つ。ファンタジー映画・SF映画に参加したセットデコレーター、プロダクションデザイナーに贈られる賞である。

## 受賞結果

### 2020年代
| 年   | 作品                                               | プロダクションデザイナー                                                                                          | 出典        |
| ---- | -------------------------------------------------- | --- | ----------- |
| 2020 | TENET テネット                                     | セットデコレーション：キャシー・ルーカス プロダクションデザイン：ネイサン・クロウリー                             | [ 1 ] [ 2 ] |
| 2020 | ミッドナイト・スカイ                               | セットデコレーション：ジョン・ブッシュ プロダクションデザイン：ジェームズ・D・ビゼル                              | [ 1 ] [ 2 ] |
| 2020 | パーム・スプリングス                               | セットデコレーション：ケルシー・エフライム プロダクションデザイン：ジェイソン・キスヴァーデイ                     | [ 1 ] [ 2 ] |
| 2020 | 魔女がいっぱい                                     | セットデコレーション：ラファエラ・ジョヴァンネッティ プロダクションデザイン：ゲイリー・フリーマン                 | [ 1 ] [ 2 ] |
| 2020 | ワンダーウーマン 1984                              | セットデコレーション：アンナ・リンチ＝ロビンソン プロダクションデザイン：アリーヌ・ボネット                       | [ 1 ] [ 2 ] |
| 2021 | DUNE/デューン 砂の惑星                             | セットデコレーション：ズサンナ・シポス プロダクションデザイン：パトリス・ヴァーメット                             | [ 3 ]       |
| 2021 | キングスマン:ファースト・エージェント              | セットデコレーション：ドミニク・キャポン プロダクションデザイン：ダーレン・ギルフォード                           | [ 3 ]       |
| 2021 | マトリックス レザレクションズ                      | セットデコレーション：リサ・ブレナン、バーバラ・ミュンシュ プロダクションデザイン：ヒュー・ベイトアップ           | [ 3 ]       |
| 2021 | スパイダーマン:ノー・ウェイ・ホーム                | セットデコレーション：ローズマリー・ブランデンバーグ プロダクションデザイン：ダーレン・ギルフォード               | [ 3 ]       |
| 2021 | マクベス                                           | セットデコレーション：ナンシー・ヘイ プロダクションデザイン：シュテファン・デシャント                             | [ 3 ]       |
| 2022 | エブリシング・エブリウェア・オール・アット・ワンス | セットデコレーション：ケルシー・エフライム プロダクションデザイン：ジェイソン・キスヴァーデイ                     | [ 4 ] [ 5 ] |
| 2022 | アバター:ウェイ・オブ・ウォーター                  | セットデコレーション：ヴァネッサ・コール プロダクションデザイン：ディラン・コール、ベン・プロクター               | [ 4 ] [ 5 ] |
| 2022 | THE BATMAN-ザ・バットマン-                         | セットデコレーション：リー・サンデルズ プロダクションデザイン：ジェームズ・チンランド                             | [ 4 ] [ 5 ] |
| 2022 | ブラックパンサー/ワカンダ・フォーエバー            | セットデコレーション：リサ・セッションズ・モーガン プロダクションデザイン：ハンナ・ビークラー                     | [ 4 ] [ 5 ] |
| 2022 | ドント・ウォーリー・ダーリン                       | セットデコレーション：レイチェル・フェラーラ プロダクションデザイン：ケイティ・バイロン                           | [ 4 ] [ 5 ] |
| 2023 | バービー                                           | セットデコレーション：ケイティ・スペンサー プロダクションデザイン：サラ・グリーンウッド                           | [ 6 ]       |
| 2023 | ガーディアンズ・オブ・ギャラクシー:VOLUME 3        | セットデコレーション：ローズマリー・ブランデンバーグ プロダクションデザイン：ベス・ミックル                       | [ 6 ]       |
| 2023 | ハンガー・ゲーム0                                  | セットデコレーション：サビーネ・シャーフ プロダクションデザイン：ウリ・ハニッシュ                                 | [ 6 ]       |
| 2023 | インディ・ジョーンズと運命のダイヤル               | セットデコレーション：アンナ・ピノック プロダクションデザイン：アダム・ストックハウゼン                           | [ 6 ]       |
| 2023 | ウォンカとチョコレート工場のはじまり               | セットデコレーション：リー・サンデルズ プロダクションデザイン：ネイサン・クロウリー                               | [ 6 ]       |
| 2024 | ビートルジュース ビートルジュース                  | セットデコレーション：デヴィッド・モリソン、ロリ・マズエ プロダクションデザイン：マーク・スクルートン             | [ 7 ] [ 8 ] |
| 2024 | エイリアン:ロムルス                                | セットデコレーション：ズサンナ・シポス プロダクションデザイン：ノウマーン・マーシャル                             | [ 7 ] [ 8 ] |
| 2024 | デューン 砂の惑星PART2                             | セットデコレーション：シェーン・ヴィア プロダクションデザイン：パトリス・ヴァーメット                             | [ 7 ] [ 8 ] |
| 2024 | マッドマックス:フュリオサ                          | セットデコレーション：ケイティ・シャーロック プロダクションデザイン：コリン・ギブソン                             | [ 7 ] [ 8 ] |
| 2024 | メガロポリス                                       | セットデコレーション：リサ・セッションズ・モーガン プロダクションデザイン：ベス・ミックル、ブラッドリー・ルービン | [ 7 ] [ 8 ] |